# Gonzalo Lindin
Antonio Gonzalo Lindín (n. Oviedo; 2 de julio de 1920 - f. Tarragona; 1999) fue un pintor español. Residió en su ciudad natal hasta 1928, cuando se trasladó a vivir a Tarragona con sus padres.

## Vida y obra
En su ciudad natal empieza a introducirse en el mundo de la pintura, disfrutando esta de una luminosidad espectacular que aún se acentúa más cuando se va a vivir a Tarragona con su familia a los ocho años. En 1935 ingresa en la Escuela – Taller de Pintura y Escultura de la Generalidad de Cataluña sin tener la edad mínima requerida. Cuando por fin puede acceder en la escuela oficialmente su pintura empieza a centrar-se en los paisajes y se nota el entusiasmo y la pasión que sentía en aquel momento. Los profesores más importantes que tuvo Gonzalo Lindín fueron: Joan Rebull en escultura, Josep Maria Capdevila en historia del arte, y el más destacado, Ignasi Mallol, uno de los promotores de la Escuela de Arte de Tarragona.

Estudio en Tarragona.

Los lazos de estilos entre Ignasi Mallol y Antonio Gonzalo Lindín fueron muy fuertes, éste se vio muy influido por parte de su maestro en el campo del paisaje y tuvo que poner empeño para encontrar su propio camino y en hacer que su pintura no fuera una mera imitación de su antiguo profesor. A partir de esta base Lindín fue creando un paisaje más personal y cada vez más abstracto y esencialista.
Cuando comienza la Guerra Civil Española el artista es reclutado por el ejército de la República. Su pintura después de la guerra lleva la marca de su maestro, un clasicismo apasionado pero a la vez reflexivo y que poco a poco se va encaminando hacia un impresionismo tardío. 
En el año 1946, con la ayuda del alcalde del momento, Enric Olivé, se abren las puertas de una nueva Escola d’Art de Tarragona (Escuela de Arte de Tarragona) y Gonzalo Lindín consigue una plaza cómo profesor de dibujo y pintura, circunstancia que le permitió dar un nuevo rumbo a su trabajo inspirado por sus profesores e influenciado por el ambiente de innovación que se respiraba en aquel momento en las comarcas tarraconenses. Diez años más tarde desenvolver su etapa llamada “un primer grado de abstracción física” dónde incide en aspectos más objetivos, su paisaje comienza un proceso esencialita o eidético y pierde los aspectos anecdóticos, de manera que podríamos decir que ocurre una “rehabilitación de la poética de la Generación del 98”
En 1951 expone en el Centro de Lectura de Reus, musetra que lo da a conocer por toda la comarca y el país. Las obras de la exposición se encuentran en una zona intermedia entre extremos antagónicos cómo son la realidad y la idealidad o la figuración y la abstracción. La línea que marca en esta exposición será la que seguirá durante el resto de su producción artística. Algunos críticos de arte denominaron su obra cómo una “singular indecisión” por el contraste de opuestos. 

Su primer estudio en Cornudella, Barcelona.

Respecto a la obra de Gonzalo Lindín es necesario destacar la concepción de un paisaje que se lleva a cabo desde una “sensitiva aprehensión” que permite la síntesis armoniosa entre la intuición y el concepto. También es importante poner énfasis en la ejecución de su obra, que transpira un movimiento proyectivo, el del pintor hacia el cuadro, con toda la fuerza y la intencionalidad de aquel que mantiene una actitud artística próxima al existencialismo de Miguel de Unamuno.

### Agrupaciones
Hacia 1952 su visión del mundo del arte cambió y se dedicó a participar en distintos grupos para compartir sus ideas y debatir temas de arte, uno de estos grupos es el “Grup dels Dimecres” (Grupo de los miércoles), un grupo que también organizaba exposiciones de mentalidad reformista. Este grupo surgió en Tarragona y se reunían semanalmente para hablar sobre arte. En el grupo no había solamente los artistas que exponían sino que también participaban personas ligada al mundo del arte como son periodista y dibujante Antoni Alasà, el profesor de dibujo del instituto Isidre Valentines, los impresores Joan y Ramon Gavaldà entre otros.
El Grup dels Dimecres se dio a conocer a través de una exposición en 1952 y seguidamente otra muestra en 1953, estas muestras se celebraron en el Sindicato de Iniciativa de Tarragona y expusieron los siguientes artistas: Lluís Arola, A. Centellas, Garcianguera, Gonzalo Lindín, Jordi Ramon y Lluís Saumells. 
A finales de la década de 1950, Gonzalo Lindín, después de toda su trayectoria artística y muchos viajes y premios en la espalda, crea un grupo con el nombre de “Cercle de Pere Johan” (Círculo de Pere Johan) con el gran aquarelista i paisajista Josep Burdeus, artista que también fundó el grupo de “Amics de l’Art”. El “Cercle de Pere Johan” era un grupo que tenía cómo premisa la exigencia de la libertad política y artística contraponiéndose al academicismo. 
Los integrantes del “Cercle de Pere Johan” también participaban en exposiciones organizadas por Enric Baixeras, crítico de arte muy influyente del momento. Una de las exposiciones que destaca es la que se hizo en 1961 en la nueva sede de la Librería Guardias, situada en la Rambla Nova de Tarragona número 48. la exposición del "Cercle de Pere Johan" se tituló Tarragona vista por el Cercle de Pere Johan y fue presentada por el crítico Enric Baixeras, las obras que se mostraban formaban parte de artistas propios de Tarragona como María Teresa Oliva, Josefa Miró, Gonzalo Lindín, Garcianguera, Amate, Ramos, Sentís, Secall, Porqueras, Durant, Fort, Centellas, Burdeus, Pinet, Montagut, Forteza y Olivar. La mayoría de estos artistas habían formado parte del Grup dels Dimecres, impulsado por Enric Baixeras.

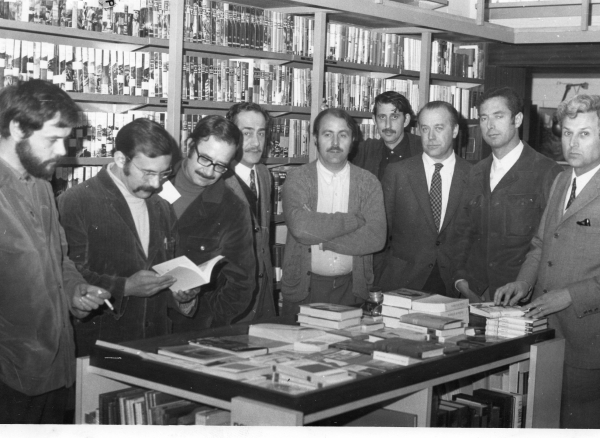
Fotografía con los miembros del Grup de Tarragona, hecha en la Librería de la Rambla Nova, Tarragona 1970

Nuestro artista también formó parte del Grupo de Tarragona (1970–1972), un grupo formado por él mismo más otros artistas como Alfons Parra, Ramon Ferran, Jordi Secall, Mariano Rubio, Luis Moret y Pascual Fort. Gracias a este grupo de artistas se consiguió potenciar el arte contemporáneo dentro de la ciudad de Tarragona. Eran siete artistas que con el pintor Emili Alba y el crítico de arte Enric Baixeras desarrollaron nuevas formas estéticas inspiradas en el mismo tiempo de tendencias pop figurativas y informalistas como la pintura, el grabado y el esmalte. 
La actividad del grupo no sólo era artística sino que también cogía un aire social, se reunían para debatir temas relacionados con el mundo del arte en ese momento, ya fuera a Tarragona mismo o en la ciudad de Reus. Pudieron exponer en el espacio dedicado al arte que había disponible en la Librería de la Rambla y poco a poco pasaron a ser puntos de referencia de las nuevas expresiones culturales de la época.

## Estilo

Pintura que representa el Anfiteatro de Tarragona, 1957

Es un artista que no se conforma con el hecho que se pueda acceder al misterio de sus obras desde la simple apariencia. Sus paisajes están llenos de significados sensibles. El artista, con sus paisajes, pretende captar una verdad humana y artística y por este motivo hace falta reconocer que el hombre es alguna cosa más que un simple personaje y que la obra de arte no se puede cualificar tan sólo de objeto cualquiera
En su lenguaje disfruta de una máxima expresividad y se puede decir que su obra son poemas pictóricos, encontrando el parecido con las predicaciones de Franz Marc cuando decía que el hombre quiere ser un poeta en tiempo de penurias. Su obra se tiene que mirar para poder ser comprendida cómo si fuera un poema sinfónico.
El estilo de Gonzalo Lindín no viene solamente dado por su profesor Ignasi Mallol sino que también encontramos referencias de artista anteriores como Henri Matisse, en que los postulados artísticos de los dos se encuentran en el fauvismo; es en este punto cuando nuestro artista, Gonzalo Lindín, abandona los indicios matemáticos que asfixiaban el vitalismo de los propios fauvistas.

### Paisaje

Paisaje abstracto, 1990

Su relación con la temática del paisajismo empieza cuando ingresa oficialmente cómo alumno en la “Escuela–Taller de Pintura y Escultura de la Generalidad de Cataluña“. Allí realiza una tipología de paisajes en los que traspua rezuma su entusiasmo por la vida. Fue gracias a Ignasi Mallol que conoció los paisajes de Cornudella y que tanto le marcaron en su trayectoria.
En la etapa en que ingresa cómo profesor en la Escuela de Arte de Tarragona, hacia 1947, sus paisajes cogen un rumbo que le acercan a la abstracción y a la búsqueda de los esenciales al mismo tiempo que pierde la parte anecdótica. A partir de esta fase coge importancia la expresión del existencialismo y la parte subjetiva aplicada sobre la naturaleza y esta se convierte en más profunda y toma un aspecto más universalizador.
En 1954 su nombre ya empieza a ser conocido en los medios ilustrados barceloneses gracias a su exposición en la Galería Jaimes donde lleva sus paisajes más representativos. Allí Enric Baixeras queda impactado por los “valores desnudamentes plásticos” y por la “pureza de lo artístico” y también por “la tensión empleada para conseguir el equilibrio en la organización del cuadro”. La obra de Gonzalo Lindín no pretende copiar la naturaleza sino que su objetivo es interpretarla según su criterio y explicarla al receptor. El arte de Gonzalo Lindín, cómo todo arte, es hijo de su tiempo, pero él deja salir lo que lleva dentro de su interior condicionado siempre por la huella del contexto histórico y social.
A principios de la década de 1960, Gonzalo Lindín añade a su afán natural de síntesis una ansia por destacar en los paisajes el esquema esencial y lo consigue abandonando lo que es accidental o accesorio. Al mismo tiempo trasciende lo que es meramente fenoménico y deja al descubierto el mismo corazón del paisaje y las estructuras de la realidad, las cuales ahora capta con la mística pitagórica de las proporciones sagrada y como si buscaran la perfección de la sección áurea. En gran parte de los años 1960 su búsqueda se centró alrededor de esta idea que se mostró en todos sus ángulos.

### Abstracción poética

Gonzalo Lindín en su estudio enseñado uno de sus paisajes.

Esta es la etapa que alcanza nuestro artista en su madurez, a principios de los años 1970, se dedica a buscar lo que la representación ha olvidado, la poética. Cada uno de sus cuadros es una perspectiva que se enmarca progresivamente. En la pintura de Gonzalo Lindín lo que tendrá más importancia no será el color o la técnica sino que se centrará en el valor profundo del paisaje poniendo acento en las cuestiones extremas. 
Su propuesta pictórica en la última etapa rompe con los esquemas que había forjado anteriormente ya que mostraba una perspectiva de la esencia de la naturaleza, el paisaje desde su génesis geográfica. Su obra tiene nervio y una tendencia universalizadora plausible, por eso crea tanto furor en el mundo del arte, su obra engloba todos los puntos de vista de la naturaleza. Su abstracción ha alcanzado la idea, se acerca a una especie de hipernatura y profundiza para descubrir el misterio que esconde.  
Àfrica Guzmán dice, sobre los paisajes de Gonzalo Lindín, en el Diari de Tarragona las siguientes palabras: “Retoma el paisaje una vez más, un paisajeque ha perdido su evidencia, pero que siente, se palpa".

## Premios
- 1946 Primer premio “Medalla Tapiró” de la Excma. Diputación de Tarragona.
- 1948 Primer premio de Paisaje al III Concurso Provincial de Pintura de Tarragona.
- 1952 Primer Premio “Medalla Tapiró” de la Excma. Diputación de Tarragona
- 1953 Mención Honorífica a la Bienal de Arte de Montblanch.
- 1954 Segundo Premio al Saló de Arte Provincial Contemporáneo, del Ayuntamiento de Tortosa.
- 1955 Premio “Ministeri de Cultura de la República del Brasil”, a la III Bienal de Arte Hispano – Americano de Barcelona.
- 1956 Primer Premia a la II Bienal de Arte de Montblanch.
- 1962 Segundo Premio al Concurso Internacional de Pintura de Granollers.
- 1970 Primer Premio al Concurso Nacional de Paisaje de la “Fundació Estrada-Saladich” de Barcelona.
- 1970 Premio “Senyal 70” de la Crítica d’Art de Barcelona.
- 1970 Accésit a la Bienal Nacional de Pintura de Zaragoza.
- 1972 Medalla de Oro al Concurso Nacional de Pintura de la Diputación de Tarragona.
- 1973 Primer Premio de Pintura “Ciutat de Barcelona”.

## Exposiciones individuales
- 1945 Tarragona: Sala d’Exposiciones Sindicato de Iniciativa (16 – 25 de junio)
- 1946 Reus: Centre de Lectura (5 – 13 de enero).
- 1948 Tarragona: Sala d’Exposiciones Sindicato d’Iniciativa (18 – 25 de diciembre).
- 1949 Reus: Centre de Lectura (15 – 24 d’abril).
- 1949 Andorra la Vieja: Saló del Muy Honorable Quert (6 – 8 de agosto).
- 1951 Tortosa: Cercle Artístic (6 – 15 de octubre).
- 1952 Villafranca: Museo de Villafranca (mes de abril).
- 1953 Valls: Sala de Exposiciones Escola Treball (22 – 30 d’abril)
- 1954 Tortosa: Cercle Artístic (5 – 15 de marzo).
- 1954 Barcelona: Galería d’Art “Jaimes” (15 – 23 de mayo).
- 1964 Tarragona: Galería d’Art “Fort” (15 – 31 de agosto).
- 1970 Barcelona: Galería d’Art “Syra” (9 – 22 de enero).
- 1971 Barcelona: Galería d’Art “Syra” (19 de noviembre – 2 de diciembre).
- 1972 Tarragona: Sala “Llibreria La Rambla” (22 d’abril – 5 de mayo).
- 1974 Tarragona: Sala “Llibreria La Rambla” (18 – 31 de mayo).
- 1974 Barcelona: Galería Nártex (25 de septiembre – 21 d’octubre).
- 1977 Tarragona: Sala “Llibreria La Rambla” (14 – 28 de mayo).
- 1978 Salou: Torre Vella de Salou (14 – 28 de mayo).
- 1982 Tarragona: Sala “Caixa de Pensions” (30 d’abril – 15 de mayo).
- 1985 Tarragona: Sala “Caixa de Pensions (7 – 27 de febrero)
- 1989 Tarragona: Sala de Tarragona de “Caixa Barcelona” (22 de septiembre – 29 d’octubre).

## Exposiciones colectivas
- 1942 Exposició d’Artistes Tarragonins.
- 1943 Exposició Nacional d’E. y D. Madrid.
- 1944 Exposició Medalla Tapiró. Tarragona.
- 1946 Exposició Medalla Tapiró. Tarragona.
- 1948 Concurs Provincial de Pintura. Tarragona.
- 1949 I Exposició d’Artistes Tarragonins.
- 1949 I fira d’Art. Tarragona.
- 1950 II Fira d’Art. Tarragona.
- 1951 Exposició Municipal de Belles Arts. Barcelona.
- 1952 Exposició “Grup del Dimecres”. Tarragona.
- 1952 Exposició Medalla Tapiró. Tarragona.
- 1953 I Bienal de Arte de Montblanch.
- 1953 Exposició Municipal de Belles Arts. Barcelona.
- 1953 Exposició “Grup dels Dimecres”. Tarragona.
- 1954 Saló Provincial d’Art Contemporani. Tortosa.
- 1954 Exposició d’Artistes Tarragonins. Tarragona.
- 1955 VIII Saló d’Octubre. Barcelona.
- 1955 III Biennal d’Art Hispano – Americà. Barcelona.
- 1956 IX Saló d’Octubre. Barcelona.
- 1956 II Bienal de Arte. Montblanch.
- 1959 Exposició “Cercle Pere Johan”. Reus.
- 1960 Montblanch a través de les obres pintadas en la Bienal. Barcelona.
- 1960 exposició “Cercle Pere Johan”. Reus.
- 1960 Exposició “Cercle Pere Johan”. Tarragona.
- 1961 Exposició “Tarragona vista pels seus artistes”. Tarragona.
- 1962 Exposició Internacional de Pintura. Granollers (Barcelona).
- 1962 Saló de Nadal. Reus.
- 1963 Exposició Internacional de Pintura. Granollers (Barcelona).
- 1964 Exposició Nacional de Belles Arts. Madrid.
- 1964 Concurs Internacional de Dibuix “Anglada Guillot”. Barcelona.
- 1967 Exposició “Concurs Maria Vilaltella”. Lérida
- 1968 Concurs Nacional de Pintura. Tarrasa (Barcelona).
- 1968 Exposició “Concurs Maria Vilatella”. Lérida.
- 1968 Concurs Nacional Medalla Tapiró. Tarragona.
- 1969 Exposició “IX Medalla Maria Vilatella”. Lérida.
- 1969 Exposició “VIII Concurs de Pintura San Pol de Mar”. Barcelona.
- 1970 Exposició Artistes Tarragonins. Tarragona.
- 1970 Exposició Artistes Tarragonins. Aviñón (Francia).
- 1970 Exposició “Concurs Nacional de Paisatges de Catalunya”. Barcelona.
- 1970 Exposició Artistes Tarragonins. Centre de Lectura. Reus.
- 1970 Exposició “X Medalla Maria Vilaltella”. Lérida.
- 1970 Exposició Nacional d’Art Contemporani. Barcelona.
- 1970 Exposició “Concurs d’Art Diputació de Girona”. Gerona.
- 1970 Exposició Antològica del Curs Artístic Barceloní. Señal 70. Barcelona.
- 1970 I Biennal Nacional de Pintura “Fèlix Adelantado”. Zaragoza.
- 1971 I Biennal de Pintura Ciutat de Zamora. Zamora.
- 1971 II Biennal de Pintura “Bilbao”. Bilbao.
- 1971 Selecció de la Segona Biennal de Pintura “Bilbao”. Barcelona.
- 1971 Exposició “Concurs Vila Palamós” Palamós (Gerona).
- 1971 Exposició “Premis de Pintura i Gravat Ciutat de Barcelona 1971”
- 1971 Exposició “Club Integral Mixte”. Tarragona.
- 1972 Exposició Concurs Nacional de Pintura. Oviedo.
- 1972 III Biennal Nacional. Excma. Diputació Provincial. Tarragona.
- 1973 Exposició “Premis de Pintura i Gravat ciutat de Barcelona”.
- 1975 III Saló de Maig. Galería Anquin’s. Reus.
- 1976 Exposició “IX Premi Ciutat de Balaguer”. Balaguer (Lérida).
- 1976 Exposició “Medalla Jaume Morera y Galícia”. Lérida.
- 1976 I Saló d’Artistes Provincials. Galería Contrast. Reus.
- 1976 Exposició “II Bienal Nacional de Pintura”. Huesca.
- 1978 Exposició Artistes Locals. Galería Arimany. Tarragona.